# ألبا ردوندو
ألبا ماريا ردوندو فيرير (27 أغسطس 1996) هي لاعبة كرة قدم إسبانية تلعب كمهاجمة لنادي ليفانتي يونيون ديبورتيفا فيمينينو والمنتخب الإسباني للسيدات.